# Philippe Dufour
Philippe Dufour, né le 3 juin 1948 au Sentier, (originaire d'Arzier-Le Muids), est un horloger suisse, dépositaire de sa propre marque (son nom en raison sociale) d'horlogerie.

## Biographie
Il est le fils d'Humbert Louis Dufour et de Claudine née Golay.
En 1967, il obtient son diplôme d'horloger à l'École technique de la Vallée de Joux. Il est membre de l'Académie horlogère des créateurs indépendants.
En 1998, il reçoit le prix Gaïa et remporte, en 2014, le prix Hommage au talent de la Fondation de la haute horlogerie.